# Capo Bello
Il capo Bello o promontorio Bello è un sito geografico, citato nel primo trattato fra Roma e Cartagine, del quale non è agevole la localizzazione.
Il promontorio Bello delimitava il golfo di Cartagine, era quindi il limite marittimo più sensibile per la città punica. Ma un probabile errore di Polibio impedisce di determinare se si tratti di capo Bon, a est di Cartagine oppure di capo Farina, limite nord ma anche occidentale del golfo di Cartagine. Lo storico greco dice solo che ai Romani era proibito andare "al di là" del promontorio Bello.

Il golfo di Cartagine e i due capi: Farina e Bon

## Nel primo libro
Polibio, lo storico ostaggio a Roma ma amico degli Scipioni era un ex ipparco, un capo militare, quindi, e ben attento ai dettagli militarmente importanti.
Nel libro primo riferisce che nel 256 a.C., nel pieno della Prima guerra punica, era appena terminata la battaglia di Capo Ecnomo, una battaglia navale nel corso della quale una flotta cartaginese guidata da Amilcare e Annone fu sconfitta mentre tentava di arrestare una invasione romana dell'Africa da parte del console Marco Atilio Regolo.
(Polibio, Storie)
La descrizione del capo Ermeo (in greco ἠ ᾶκρα ἠ Ἐρμαἰα e Promunturium Mercuri per i Romani) sarebbe adeguata per l'odierno capo Bon. Le navi romane si fermarono sotto il capo Ermeo e poi continuarono fino ad Aspide. Ovvero proseguirono verso sud ed est. Capo Bon segna in effetti, il limite meridionale di una navigazione sottocosta per navi che provengano dal nord e che siano dirette verso l'Egitto. Nei paragrafi successivi (Cap.36, par. 11 e 12) inoltre, la narrazione delle vicissitudini di quella flotta confermano il percorso (di ritorno) verso Roma.
Sappiamo anche, che i romani conoscevano come Promunturium Apollineum o Promunturium Pulchri  quello che oggi si chiama capo Farina. Promunturium Pulchri si traduce senza difficoltà in Promontorio del Bello. Anche per i greci il Promontorio era "bello"; Polibio stesso usa il termine Καλὸν, Kalos.

## Però
Però nel III libro di Storie, dopo aver riportato il testo del primo trattato, nel capitolo successivo Polibio specifica:
(Polibio, Storie, III, 23, Rizzoli, Milano, Trad. M. Mari)
Senza addentarci nella definizione di "navi lunghe" di cui oggi non è chiara la funzione, se mercantile o militare, osserviamo come Polibio stesso generi confusione sulla denominazione geografica: il commento sopra citato rende quasi obbligatorio identificare capo Bello con capo Bon. Se quello è il limite meridionale, infatti, navigare verso la Libia e l'Egitto procedendo sottocosta, come si doveva fare a quei tempi, era del tutto impossibile. 

E quindi?

## Dormibat Polybius?
"Al di là" del Capo Bello i romani non potevano andare.
- Prima ipotesi: Capo Bello era l'attuale Capo Bon: Navigando dalla Sicilia verso Cartagine i romani ("e gli alleati dei romani") avrebbero avuto un limite occidentale che escludeva Cartagine stessa e un limite meridionale che escludeva tutta la costa che portava verso la libia. Ne deriva che così tutta la costa dell'intero nordafrica veniva esclusa dai commerci dei romani. C'era bisogno di citare il Capo Bello? La diplomazia di allora non era così sottile; basta rileggere il testo del trattato: "I romani non navighino [...]", "i Cartaginesi non commettano torti [...]".
- Seconda ipotesi: Capo Bello era effettivamente il romano Promunturium Pulchri ovvero Capo Farina. In questo caso la spiegazione di questo limite e della specifica citazione è più logica. Con questo limite i romani potevano accedere a Cartagine - pur nei limiti commerciali e di controllo che leggiamo - ma, vietando di andare "al di là" del Capo Farina, ovvero a occidente, Cartagine proteggeva tutto il Mar Mediterraneo occidentale, la Numidia dove ancora la sua influenza non era ben consolidata. E non lo sarà fino al periodo fra la Prima e la Seconda guerra punica quando Amilcare, il padre di Annibale, partirà alla conquista della Spagna. E difendere anche gli Empori spagnoli doveva probabilmente essere il fine di Cartagine se in seguito, nel secondo trattato, vengono esplicitamente "difese" le città di Utica, di Mastia e di Tarseo.

(Polibio, Storie, III, 24., Rizzoli, Milano, trad.: M. Mari)
Lo studioso di Polibio, F.W. Walbank, generosamente, attribuisce alcuni errori dello storico greco alla difficoltà di traduzione di antichi testi. Per esempio i Tirii; Tiro, si sa, è posta all'estremo limite orientale del Mediterraneo e certo non aveva necessità di farsi difendere dalla sua ex-colonia di Cartagine, contro una Roma ancora continentale. O ancora, Mastia, una città spagnola sita dove poi con Asdrubale sorse Carthago Nova e che quindi non poteva essere "al di là" di Capo Bon. 

Ma forse, semplicemente, come Omero anche Polibio ogni tanto dormiva un po'.